# Seznam řek v Gruzii

Fyzická mapa Gruzie

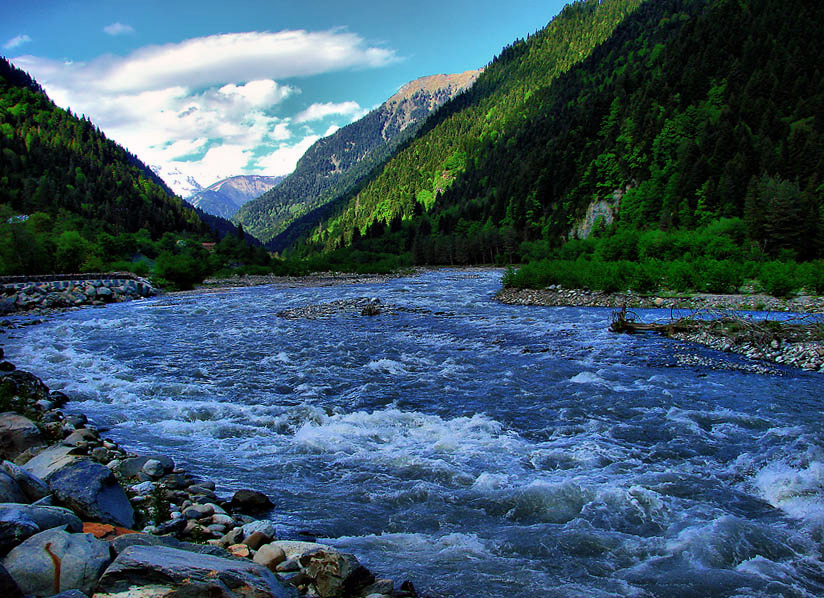
Řeka Rioni

Nejdelší řeky v Gruzii (gruzínsky řeka მდინარე). Tabulka obsahuje řeky, které mají na území Gruzie délku 100 km a více a také některé kratší.

## Tabulka řek
| Poř. | Řeka                 | gruzínsky   | Délka na území Gruzie (km) | Povodí (km²) | Ústí do                              | Ústí kde           | Geodata  |
| ---- | -------------------- | ----------- | -------------------------- | ------------ | ------------------------------------ | ------------------ | -------- |
| 1.   | Alazani              | ალაზანი     | 390                        | 10800        | Kura (Mingačevirská přehradní nádrž) | ... (Ázerbájdžán)  | OSM, WMF |
| 2.   | Kura                 | მტკვარი     | 351                        | 188000       | Kaspické moře                        | ... (Ázerbájdžán)  | OSM, WMF |
| 3.   | Rioni                | რიონი       | 327                        | 13400        | Černé moře                           | ... (Gruzie)       | OSM, WMF |
| 4.   | Inguri               | ენგური      | 213                        | 4060         | Černé moře                           | ... (Gruzie)       | OSM, WMF |
| 5.   | Chrami               | ხრამი       | 187                        | 8340         | Kura                                 | ... (Ázerbájdžán)  | OSM, WMF |
| 6.   | Jori                 | იორი        | 183                        | 4650         | Kura (Mingačevirská přehradní nádrž) | ... (Ázerbájdžán)  | OSM, WMF |
| 7.   | Cchenisckali         | ცხენისწყალი | 176                        | 2120         | Rioni                                | ... (Gruzie)       | OSM, WMF |
| 8.   | Chobi                | ხობისწყალი  | 150                        | 1340         | Černé moře                           | ... (Gruzie)       | OSM, WMF |
| 9.   | Kvirila              | ყვირილა     | 140                        | 3630         | Rioni                                | ... (Gruzie)       | OSM, WMF |
| 10.  | Supsa                | სუფსა       | 117                        | 1130         | Černé moře                           | ... (Gruzie)       | OSM, WMF |
| 11.  | Velká Liachvi        | ლიახვი      | 115                        | 2311         | Kura                                 | ... (Gruzie)       | OSM, WMF |
| 12.  | Bzipi                | ბზიფი       | 110                        | 1510         | Černé moře                           | ... (Gruzie)       | OSM, WMF |
| 13.  | Algeti               | ალგეთი      | 108                        | 763          | Kura                                 | ... (Gruzie)       | OSM, WMF |
| 14.  | Tekhuri              | ტეხური      | 108                        | 1040         | Rioni                                | ... (Gruzie)       | OSM, WMF |
| 15.  | Aragvi / Bílá Aragvi | არაგვი      | 107                        | 2740         | Kura                                 | ... (Gruzie)       | OSM, WMF |
| 16.  | Kodori / Sakeni      | კოდორი      | 105                        | 2030         | Černé moře                           | ... (Gruzie)       | OSM, WMF |
|      | Adžarisckali         | აჭარისწყალი | 90                         | 1540         | Čoroch                               | ... (Gruzie)       | OSM, WMF |
|      | Chanisckali          | ხანისწყალი  | 57                         | 914          | Rioni                                | ... (Gruzie)       | OSM, WMF |
|      | Psou                 | ფსოუ        | 57                         | 420          | Černé moře                           | ... (Gruzie/Rusko) | OSM, WMF |
|      | Čoroch               | ჭოროხი      | 26                         | 22000        | Černé moře                           | ... (Gruzie)       | OSM, WMF |